# Metanira
Metanira (in greco antico: Μετάνειρα?, Metáneira) o Metaenira o Metaneira è un personaggio della mitologia greca. Fu la regina di Eleusi.

## Genealogia
Sposò Celeo e divenne madre dei maschi Demofoonte e Trittolemo e delle femmine Diogenia, Pammerope, Sesara, Callidice, Demo, Cleisidice e Callitoe.
Non sono note le sue ascendenze. Robert Graves scrive tuttavia che era figlia del re di Atene Anfizione.

## Mitologia
Accolse in casa una vecchia di nome Doso senza sapere che fosse la dea Demetra alla ricerca della figlia Persefone e le chiese di badare ai suoi due figli più piccoli (Demofoonte e Trittolemo). 

La dea, per ringraziarla della sua ospitalità, decise di farle il dono di rendere Demofoonte immortale attraverso un rituale che prevedeva di ungere il bimbo con l'ambrosia di giorno, per poi, stringendolo tra le braccia, lasciar bruciare nottetempo il suo spirito mortale sul focolare di casa. 

Ma una notte Metanira entrò nella stanza e, vedendo il figlio sul fuoco, si mise ad urlare di paura: così la dea scelse di rivelarsi, lasciando però che il bambino morisse bruciato.
Demofoonte fu in seguito reso immortale dai riti di Demetra.